# シリア海軍
シリア海軍（シリアかいぐん）、正式にはシリア・アラブ海軍（シリア・アラブかいぐん、アラビア語: الْبَحْرِيَّةُ الْعَرَبِيَّةُ السُّورِيَّةُ）は、シリア軍の海軍部門。シリア海軍の主な役割は、国の沿岸の防衛及びシリア領海の安全確保であり、同軍の傘下に沿岸防衛隊とシリア海兵隊が存在する（20世紀後半以降）。シリア海軍は、水兵4,000人、予備兵2,500人、海兵隊員1,500人を擁する比較的小規模の海軍である。シリア陸軍のラタキア地域指揮下にあり、艦隊はバニヤース、ラタキア、ミネト・エル=ベイダ、タルトゥースの港に拠点を置いている。

## 歴史
フランスから数隻の艦艇を調達後の1950年8月29日、シリア海軍が設立された。最初の人員は、訓練のためにフランスの海軍兵学校に派遣された陸軍兵士で構成されていた。
8月29日は毎年祝われるシリア海軍の年間休日と見なされており、654年のマストの戦い（リュキア沖海戦）の記念日でもあったことから選ばれた。

### 第四次中東戦争
第四次中東戦争中の1973年10月6～7日、シリア海軍は、ラタキア海域で初めてイスラエルの艦艇と海戦を行った。これは双方が戦闘で艦対艦ミサイル艇を使用した史上初の戦いであった（ラタキア沖海戦）。
イスラエル海軍は、ハイファ港から5隻のミサイル艇を沿岸都市沖のシリア艦隊の主要拠点に向かわせた。最初、イスラエル艦隊は1隻の小型偵察船に遭遇した。同船を即座に撃沈後、艦隊は1隻の海軍掃海艇に遭遇し、こちらも即座に攻撃を加えて撃破した。
前進するイスラエル艦隊は、3隻のミサイル艇を主力とするシリア艦隊 （2隻のコマール型ミサイル艇と1隻のオーサ I 級ミサイル艇、K-123水雷艇とT43級掃海艇）を発見した。
シリアの艦船は、イスラエル船が発射できない長距離からミサイルを発射したが、イスラエル艦隊はミサイルのレーダーを欺き標的から遠ざけることができる対ミサイルシステムを備えていた。実戦では、対ミサイルシステムが完全に成功裏に動作し、すべてのミサイルが目標を外した。戦闘の結果、参加した5隻のシリア船はすべて沈没し、イスラエル側の損失はなかった。
1989年8月29日、シリアのミサイル艇が、禁止区域に入ろうとしたマルタのタンカー「サンシールド」を撃沈した

### シリア内戦
シリア内戦中、反体制派の活動家は、シリア海軍の軍艦がラタキア市の反体制派に対する政府軍による軍事攻撃を支援したと主張した。しかし、政府の説明では、治安部隊が施設を攻撃し、機関銃や爆弾を使用している武装集団を追跡していると述べ、市が海から爆撃されたことを否定した。

## 人員
シリア海軍の新兵数は、1985年以来4,000人の兵士と2,500人の予備兵に達しており、この数は 2002年の国勢調査でも変化していない。シリア陸軍の新兵総数に占める海軍要員の割合は1993年には1.4%であり、2000年には陸軍兵士の総数の1.9%に上昇した。

## 構造
シリア海軍は、海軍、海兵隊、沿岸防衛隊および海軍航空部隊で構成されている。

### 海兵隊
シリア海兵隊は約1,500人の徴集兵で構成されている。その役割は、国内の3つの海軍基地の保護であり、各基地に一つずつ、合計3つの分遣隊が編成されている。これらの海兵隊には3隻の強襲揚陸艦があり、それぞれ100人の兵士と5両の戦車を収容可能。
また、シリアの海兵隊は、国が戦ったどの戦争でも実際の上陸作戦に参加することは試みられず、第四次中東戦争では直接地上戦で歩兵として使用され、レバノン内戦にも参加した。1991年の湾岸戦争中、シリアは全海兵隊をクウェートに派遣した 17,000人の兵士と一緒に配置した。

### 沿岸防衛隊
シリア沿岸防衛隊は、1984年以来、シリア海軍の指揮下に置かれている。沿岸防衛は、沿岸監視区域に割り当てられた2個歩兵旅団と、沿岸監視所に配備されている監視大隊が担っている。これらの部隊に加えて、推定18門のM-46 130mmカノン砲と約6門のKS-19 100mm高射砲で武装した2個砲兵大隊が存在する。シリアの沿岸防衛は、P-15、P-5、YJ-83、P-800ミサイル、K-300P沿岸防衛ミサイルシステムでも武装している。

## 拠点
シリア海軍はダマスカスに本部を置いている。同軍の主要基地は地中海のラタキアにあり、その他の海軍基地はバニヤス、タルトゥース、ミネト・エル・ベイダにある。
ラタキア港は23バースを有するシリアで最大かつ最も活発な港で、港内に軍艦の修理セクションがあり、海軍の高速ミサイル艇の一部がドック入りしている。
アル＝バイダ港はバニヤス市にあり、海軍の軍事目的のために特別に建設された。港内には海軍将校や特殊兵の訓練所もあり、一部の輸送船もドック入りしている。
タルトゥス港はシリア海軍の主要基地であり、海軍フリゲート2隻、水陸両用艦艇3隻、すべての掃海艇、一部のミサイル艇、海軍輸送船が停泊している。300万平方メートルのエリアのポート22Aドックを含む。

### タルトゥースのロシア軍基地
タルトゥースでは、1971年のシリアとの合意に基づき、旧ソ連時代の海軍補給・整備基地を提供している。この基地は、冷戦中に地中海のソ連海軍の艦隊を支援するために設立された。ロシアは、ソ連時代のシリアの134億ドルの債務の4分の3を免除し、主要な武器供給国になったので、両国は、ロシアが地中海でのロシア海軍のプレゼンスを強化できるように、ロシアに海軍基地の開発と拡大の許可について協議を行ってきた。2008年の南オセチア紛争とポーランドへの米国のミサイル防御システムの配備計画によりロシアと西側諸国との関係が悪化する中、アサド大統領は港をロシアの核搭載艦向けの恒久的な中東基地に変えることに同意した。2009年以来、ロシアはタルトゥース海軍基地を改修し、港を浚渫して同国の大型の海軍艦艇が入港できるようにしている。

## 海軍

### 艦船
| クラス                | 画像       | 種類       | 船           | 開発国       | 量         | ノート |
| ミサイル艇            | ミサイル艇 | ミサイル艇 | ミサイル艇   | ミサイル艇   | ミサイル艇 | ミサイル艇 |
| --------------------- | ---------- | ---------- | ------------ | ------------ | ---------- | --- |
| オーサI型& オーサII型 |            | ミサイル艇 |              | ソビエト連邦 | 16         | オーサI型6隻とオーサII型10隻 |
| ティルII型 (IPS 18)   |            | ミサイル艇 |              | イラン       | 6          | Maritime Industries Group（英語: Marine_Industries_Organization）または北朝鮮の巡視船のコピーによって現地で生産されたと考えられている |
| 哨戒艇                |            |            |              |              |            | |
| ジュク級              |            | 哨戒艇     |              | ソビエト連邦 | 8          | 23.8mの沿岸船。 |
| MIG-S-1800級          |            | 哨戒艇     |              | イラン       | 6          | Maritime Industries Group製の単胴船とカタマラン ( S-1900とS-2600 )。                                                                  |
| 掃海艇                |            |            |              |              |            | |
| ソーニャ級            |            | 掃海艇     |              | ソビエト連邦 | 1          | |
| エフゲーニャ級        |            | 掃海艇     |              | ソビエト連邦 | 5          | |
| ナチャ級              |            | 掃海艇     |              | ソビエト連邦 | 1          | |
| 上陸作戦              |            |            |              |              |            | |
| ポルノニーB           |            | 戦車揚陸艦 |              | ポーランド   | 3          | |
| 訓練船                |            |            |              |              |            | |
| 不明                  |            | 練習船     | アル・アサド | シリア       | 1          | 3,500トン |

### 海軍航空
- 第618海上戦隊

| 航空機       | 画像         | バージョン   | タイプ       | 開発国       | 量           | ノート       |
| ヘリコプター | ヘリコプター | ヘリコプター | ヘリコプター | ヘリコプター | ヘリコプター | ヘリコプター |
| ------------ | ------------ | ------------ | ------------ | ------------ | ------------ | ------------ |
| Mi-14PL      |              | ヘイズA      | 観測機       | ソビエト連邦 | 11           | [ 27 ]       |
| Ka-25        |              | ホーモンA    | 観測機       | ソビエト連邦 | 5            | [ 28 ]       |
| Ka-28 PL     |              | ヘリックスA  | 観測機       | ソビエト連邦 | 5            | [ 27 ]       |

### 沿岸防衛
| モデル                               | 画像     | タイプ           | 開発国       | 量         | ノート（NATOコードネーム等） |          |
| 沿岸防衛                             | 沿岸防衛 | 沿岸防衛         | 沿岸防衛     | 沿岸防衛   | 沿岸防衛                     | 沿岸防衛 |
| ------------------------------------ | -------- | ---------------- | ------------ | ---------- | ---------------------------- | -------- |
| C-802                                |          | 沿岸防衛ミサイル | 中国         |            | (CSS-N-8サッカード)          |          |
| ヌール                               |          | 沿岸防衛ミサイル | イラン       | 10システム | 2009年から2010年の間に配備   |          |
| K-300P バスチオン-P/P-800 ヤーホント |          | 沿岸防衛ミサイル | ロシア       | 4システム  | (SS-C-5ストゥージ)           |          |
| P-5                                  |          | 沿岸防衛ミサイル | ソビエト連邦 | 4システム  | (SS-C-1セパル)               |          |
| P-15M                                |          | 沿岸防衛ミサイル | ソビエト連邦 | 6システム  | (SS-C-3スティクス)           |          |
| M-46 130mmカノン砲                   |          | 榴弾砲           | ソビエト連邦 |            | M1954                        |          |

### 旧船
シリア海軍はかつて613号計画潜水艦を3隻運用していた。これらは、旧ソ連の船「S-167」「S-171 」「S-183」である。
シリア海軍は3隻のロメオ級潜水艦を運用した（S-1、S-53、S-101)。これらは1961年にソビエト海軍向けに建造され、1985年から1987 年にかけてシリアに移送され、1990年代半ばまでに退役し、1996年までにすべて廃棄された。
1972年以来、シリアにはヴァニャ級掃海艇を2隻保有していた。すべての船は1990年代半ばまでに退役した。
シリア海軍はまた、ペチャ級フリゲートを二隻、タルトゥス港で遺棄された状態で保有していた。どちらもおそらく2017年か2018年に引退した。2018年4月15日、シリア沖でロシア空軍が訓練目標として、退役したシリアのフリゲート1隻を撃沈した。

### 船舶一覧
次の表は、2015年までに締結される予定の取引に加えて、1990年以降のシリア海軍の戦力を示している: 
| クラス                 | 開発国       | 1990 | 1995 | 2000 | 2005 | 2010 | 2012 | 2015 |
| ---------------------- | ------------ | ---- | ---- | ---- | ---- | ---- | ---- | ---- |
| アムール1650潜水艦     | ロシア       |      |      |      |      |      |      | 2    |
| 633号計画潜水艦        | ソビエト連邦 | 3    | 1    |      |      |      |      |      |
| ペチャ型フリゲート     | ソビエト連邦 | 2    | 2    | 2    | 2    | 2    | 2    | 2    |
| オーサ型ミサイル艇     | ソビエト連邦 | 12   | 14   | 10   | 12   | 10   | 16   | 16   |
| コマール型ミサイル艇   | ソビエト連邦 |      | 4    |      |      |      |      |      |
| ティル級高速艇         | イラン       |      |      |      |      | 6    | 6    | 6    |
| ズーク型哨戒艇         | ソビエト連邦 | 8    | 8    | 8    | 8    | 8    | 8    | 8    |
| エフゲーニャ級掃海艇   | ソビエト連邦 | 4    | 5    | 3    | 3    | 3    | 5    | 5    |
| ナチャ級掃海艇         | ソビエト連邦 | 1    |      |      |      | 1    | 1    | 1    |
| ソーニャ級掃海艇       | ソビエト連邦 | 1    | 1    | 1    | 1    | 1    | 1    | 1    |
| T43級掃海艇            | ソビエト連邦 | 1    | 1    | 1    | 1    | 1    |      |      |
| ヴァニャ級掃海艇       | ソビエト連邦 | 2    |      |      |      |      |      |      |
| ポルノクニー級揚陸体   | ポーランド   | 3    | 3    | 3    | 3    | 3    | 3    | 3    |
| 訓練船「アル＝アサド」 | シリア       |      | 1    | 1    | 1    | 1    | 1    | 1    |
| 支援船                 | 不明         |      | 2    | 3    | 3    | 2    |      |      |
| グハエム級哨戒艇       | イラン       |      |      |      |      | 6    | 6    | 6    |

## 最近の進展

### ロシアとイラン
シリア海軍は概して2006年まで近代的な装備や武器を保有しておらず (対艦ミサイル艇のオーサIおよびIIを除く)、加えて150kmにわたるシリア沿岸と比較して同軍の新兵の数は控えめであった。しかし、2006年以来、ロシアとイランはシリアに高性能の武器を提供し始め、海戦中に簡単に危険にさらされる高価な魚雷やボートよりも安価で効果的な短距離の地対艦ミサイルをシリアに提供した。
イランとロシアがシリア海軍に供給したミサイルの種類の中には、戦艦や軍艦との近距離ミサイル交戦での使用を想定したP-15対艦ミサイルがある。近年、シリア海軍はP-5ミサイルも取得しており、2011年後半にシリア陸軍の近代的な戦闘試験に登場するまで、その所有は知られていなかった。
シリア海軍はまた、シリアが2011年後半に軍事取引でロシアから購入した、第3のタイプのミサイルP-800を保有している。これらは、東地中海でシリアに戦略的な軍事的優位性を与えた長距離ミサイルである。シリア海軍に供給された第4のミサイルは中国起源のC-802対艦ミサイルであり、イランによってシリアに供給されたと考えられている。
シリア海軍はアムール1650級潜水艦2隻の受領を望んでいる。2015年、シリア軍当局者のグループがモスクワに到着し、2隻の潜水艦を含む二国間の軍事および技術協力の見通しについて話し合った。アムール1650として知られる輸出型の677号計画（ラダ級ディーゼル潜水艦）は、船体に新しい対ソナーコーティングを施し、航続距離を延長し、高度な対艦および対潜兵器を搭載している。